# Dobbins
Dobbins è un census-designated place (CDP) degli Stati Uniti d'America, situato nello stato della California, nella contea di Yuba.